# Менюк Георгій Миколайович
Менюк Георгій (Джордже) Миколайович (20 травня 1918, Кишинів — 8 лютого 1987, Кишинів) — молдовський радянський письменник. Перекладач на молдовську мову творів української літератури та інших літератур СРСР. Народний письменник Молдови з 1982 року.

## Біографія
Родом з української родини. У 1937—1940 роках навчався у Бухарестському університеті. У 1957—1959 роках був головним редактором журналу «Нистру».

## Творчість
Друкуватися почав 1934 року. Автор збірок віршів «Внутрішній космічний світ» (1939), «Балади і сонети» (1955), «Час Лера» (1969), книги критичних статей «Образ у мистецтві» (1940), поеми «Пісня зорі» (1948), книг новел і оповідань «Диск» (1968), «Дельфін» (1969) та інших, збірок есе й оповідань «Розрив-трава» (1959), «Наш друг — поезія» (1964), «Останній вагон» (1965), «Сонячний циферблат» (1966), «Калоян» (1967). Ліричні роздуми становлять основу поетичних збірок Менюка «Вірші» (1954), «Балади і сонети» (1955), «Ліричні строфи» (1956), «Час колядки» (1969) та інших. Для дітей написав книжку «У сороки на балу» (1957). Переклав «Слово о полку Ігоревім».
Україні присвятив низку віршів, зокрема «Тобі, Україно». Перекладач творів Т. Шевченка, Л. Забашти та інших українських письменників. Переклав Шевченкового «Юродивого» та поезії «І небо невмите, і заспані хвилі», «Ой три шляхи широкії», «Мій боже милий, знову лихо!», «Чи не покинуть нам, небого». За редакцією Менюка вийшли «Вибрані твори» Шевченка молдовською мовою (Кишинів, 1961).
Нагороджений орденом «Знак Пошани», медалями, Державною премією МРСР за 1972 рік.

## Українські переклади
- Дельфін. К. — 1976. (Переклад А. М'ястківського).